# Eucyclotoma
Eucyclotoma is een geslacht van weekdieren uit de klasse van de Gastropoda (slakken).

## Soorten
- Eucyclotoma albomacula Kay, 1979
- Eucyclotoma bicarinata (Pease, 1863)
- Eucyclotoma carinulata (Souverbie, 1875)
- Eucyclotoma cingulata (Dall, 1890)
- Eucyclotoma cymatodes (Hervier, 1897)
- Eucyclotoma fusiformis (Garrett, 1873)
- Eucyclotoma hindsii (Reeve, 1843)
- Eucyclotoma inquinata (Reeve, 1845)
- Eucyclotoma lactea (Reeve, 1843)
- Eucyclotoma stegeri (McGinty, 1955)
- Eucyclotoma tricarinata (Kiener, 1840)
- Eucyclotoma trivaricosa (Martens, 1880)
- Eucyclotoma varicifera (Pease, 1868)